# 654
654 (DCLIV) var ett normalår som började en onsdag i den julianska kalendern.

## Händelser

### Augusti
- 10 augusti – Efter att påvestolen har stått tom i över ett år väljs Eugenius I till påve.

### September
- 17 september – Den avsatte påven Martin I anländer till Konstantinopel, varifrån han skickas i exil av kejsar Konstans II.

### Okänt datum
- Rhodos anfalls av en arabisk styrka, och det som finns kvar av Kolossen på Rhodos säljs.
- Kung Reccaswinth utfärdar en visgotisk lagbok.
- Nakatomi no Kamatari av Japan erhåller Shikwan (purpurhatten).
- En japansk ambassadör skickas till Tang igen. Takamuku no Kuromaro når huvudstaden i Tang, där han möter kejsaren av Kina.

## Födda
- Ælfflæd av Whitby, prinsessa av Northumbria och prinsessa av Eanflæd.

## Avlidna
- 16 januari – Gao Jifu, kinesisk kansler av Tangdynastin (född 596)
- Kejsar Kōtoku av Japan
- Penda av Mercia, kung av Mercia, störtad och dödad av Oswiu (död detta eller nästa år)
- Jindeok, regerande drottning av Silla.